# Ploegsteert Memorial to the Missing
Pour un article plus général, voir Sites funéraires et mémoriels de la Première Guerre mondiale (Front Ouest).
Le Ploegstreert Memorial to the Missing (Monument à la mémoire des disparus de Ploegsteert en français) est un monument commémoratif de la Première Guerre mondiale, situé sur le territoire de la commune de Comines-Warneton, en Belgique. Il commémore les soldats disparus des puissances alliées qui ont combattu sur le front nord-ouest (excepté le saillant d'Ypres) et dont les tombes sont inconnues. Le mémorial de la Commonwealth War Graves Commission est situé dans le village de Ploegsteert et se trouve au milieu du Cimetière militaire Berks. 

## Histoire
Après que le bois de Ploegsteert eut été le théâtre de combats acharnés au début de la guerre, il devint un secteur relativement calme où aucune action importante n'eut lieu. Des unités alliées y ont été envoyées pour récupérer après avoir combattu ailleurs et avant de retourner aux opérations actives. L'extension du cimetière militaire britannique de Berks a été faite par les troupes du Commonwealth en juin 1916 en tant qu'extension du Hyde Parks Corner (Royal Berks) qui se trouve de l'autre côté de la route. Les cimetières ont été donnés au Royaume-Uni à perpétuité par le roi Albert Ier en reconnaissance des sacrifices consentis par l'empire britannique dans la défense et la libération de la Belgique pendant la guerre.

## Mémorial aux Disparus
Le Ploegsteert Memorial to the Missing est un des nombreux mémorial de la Commonwealth War Graves Commission commémorant les disparus le long du Front de l'Ouest. Les disparus du saillant d'Ypres sont eux commémorés à la Porte de Menin et au Monument à la mémoire des Disparus de Tyne Cot, tandis que les hommes disparus originaires de Nouvelle-Zélande et de Terre-Neuve sont honorés sur des monuments commémoratifs distincts.
Le mémorial a été conçu par H. Chalton Bradshaw (en), qui a également conçu le Mémorial de Cambrai en France, à l'exception de deux grands lions qui ont été commandés au sculpteur Gilbert Ledward (en). Le mémorial de Ploegsteert, d'un diamètre de 21 mètres et d'une hauteur de 11.73 mètres, a été inauguré le 7 juin 1931 par le Duc de Brabant, futur roi Léopold III de Belgique.
Le mémorial répertorie 11402 soldats et officiers du Commonwealth disparus lors des batailles suivantes, qui ont eu lieu à l'extérieur du Saillant d'Ypres dans la région de Ploegsteert :
- Bataille d'Armentières
- Bataille d'Aubers Ridge
- Bataille de Loos
- Bataille de Fromelles
- Bataille d'Estaires (Bataille de la Lys)
- Bataille d'Hazebrouck (Bataille de la Lys)
- Bataille de Scherpenberg (Bataille de la Lys)
- Bataille d'Outtersteene Ridge

Le monument commémoratif commémore également les noms de trois récipiendaires de la Croix de Victoria qui n'ont pas de sépulture connue :
- Sapper William Hackett VC (en)
- Private James MacKenzie VC (en)
- Captain Thomas Pryce VC (en)

## The Last Post
Depuis le 7 juin 1999, le Last Post est joué le premier vendredi de chaque mois à 19h.

## Galerie

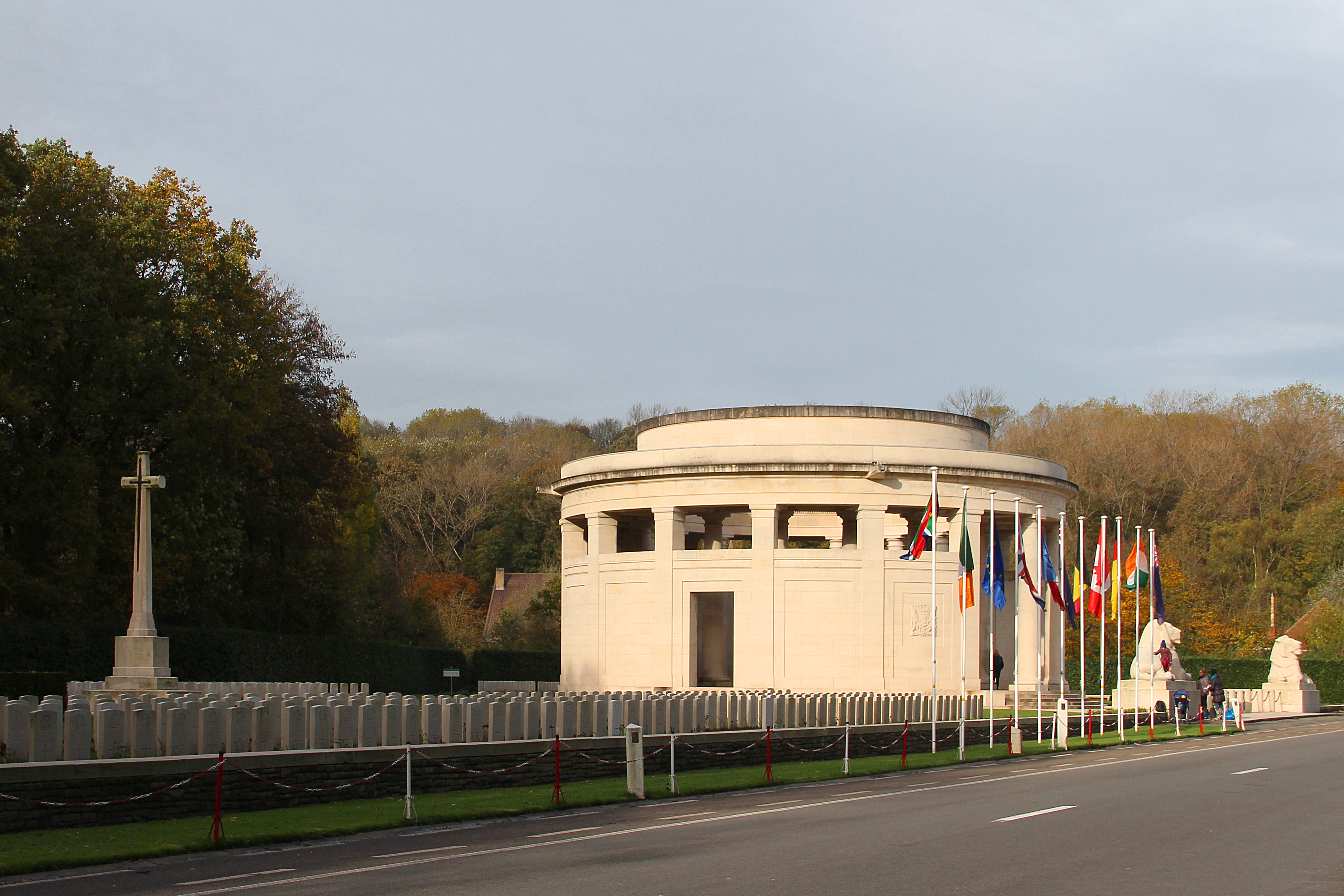
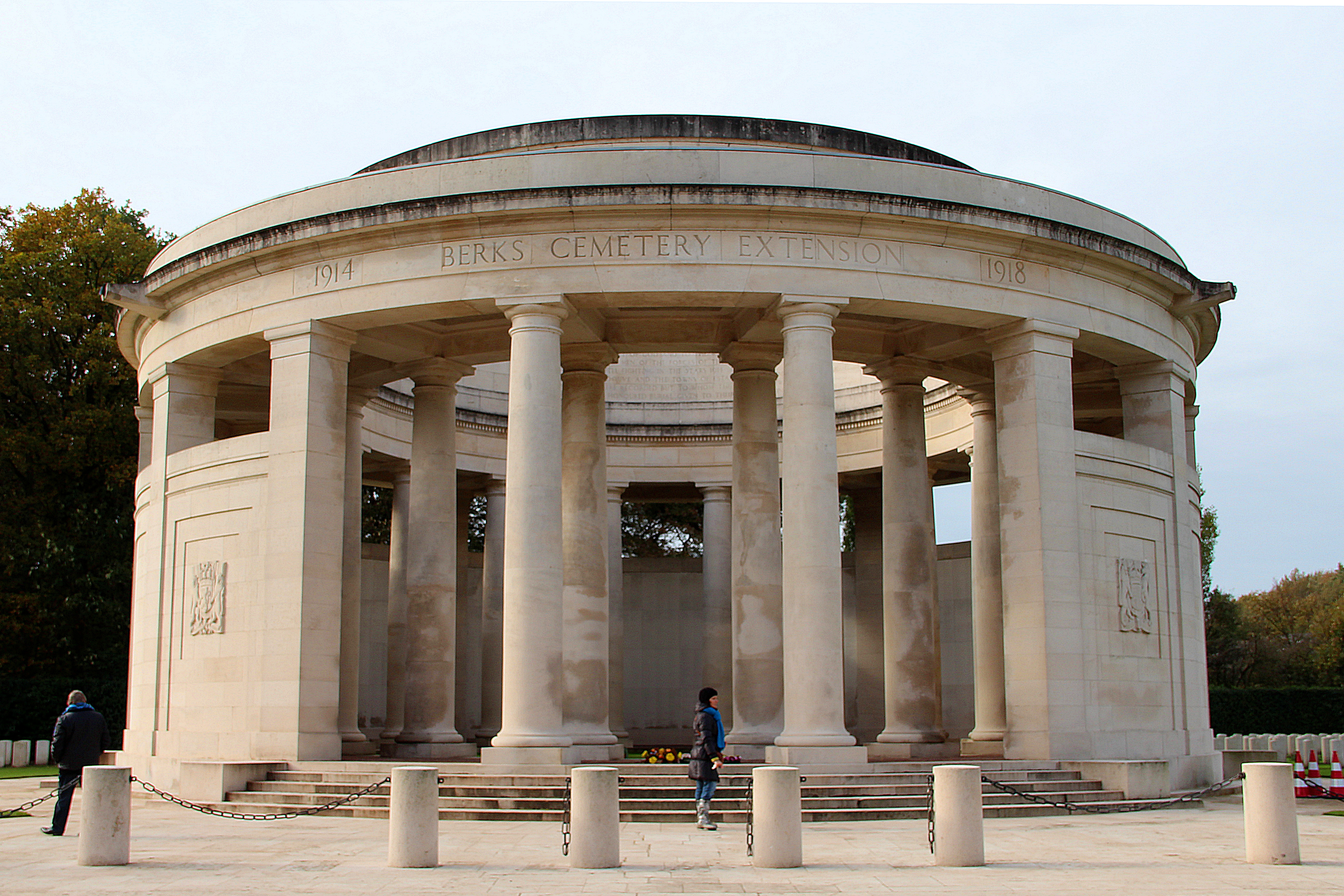
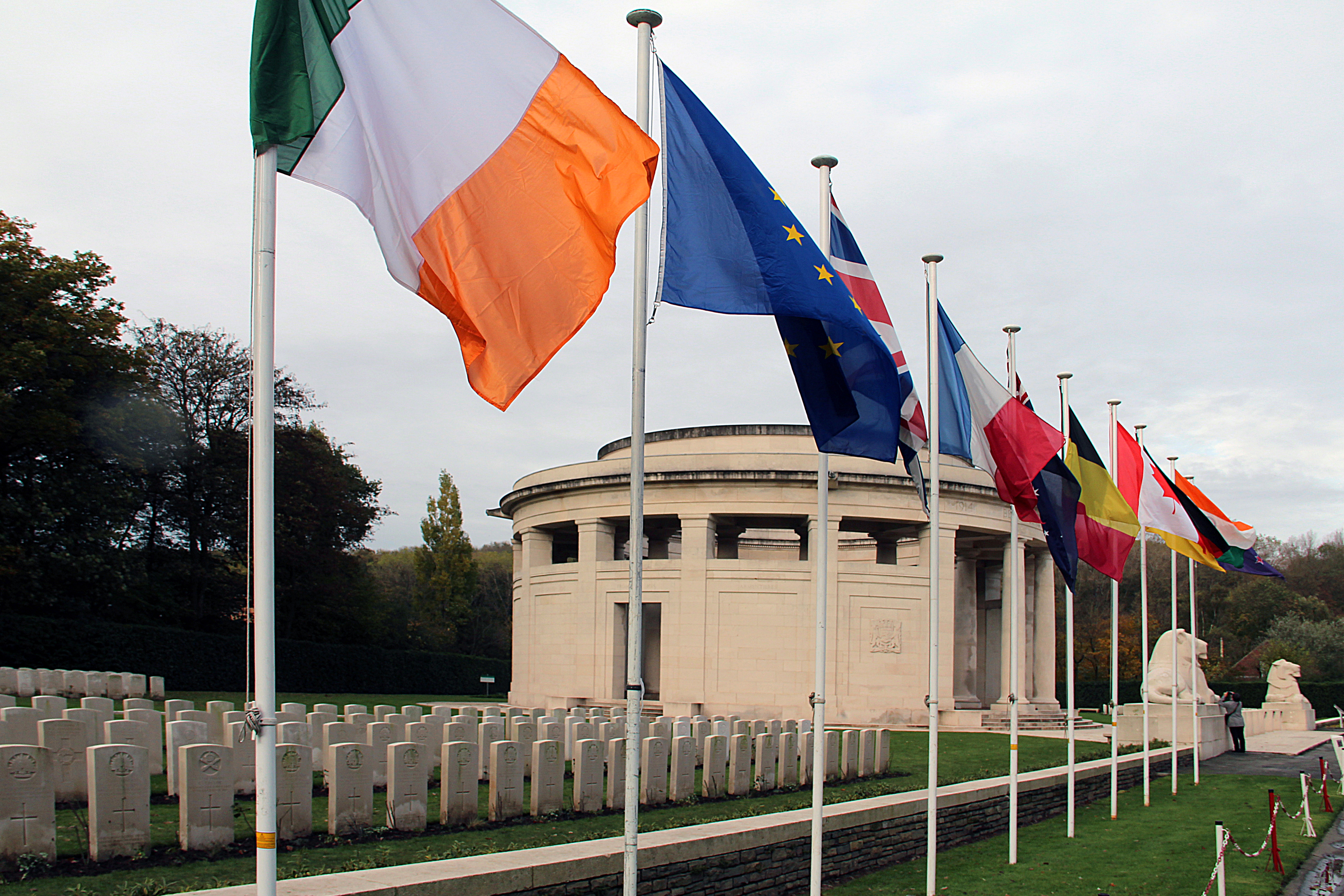
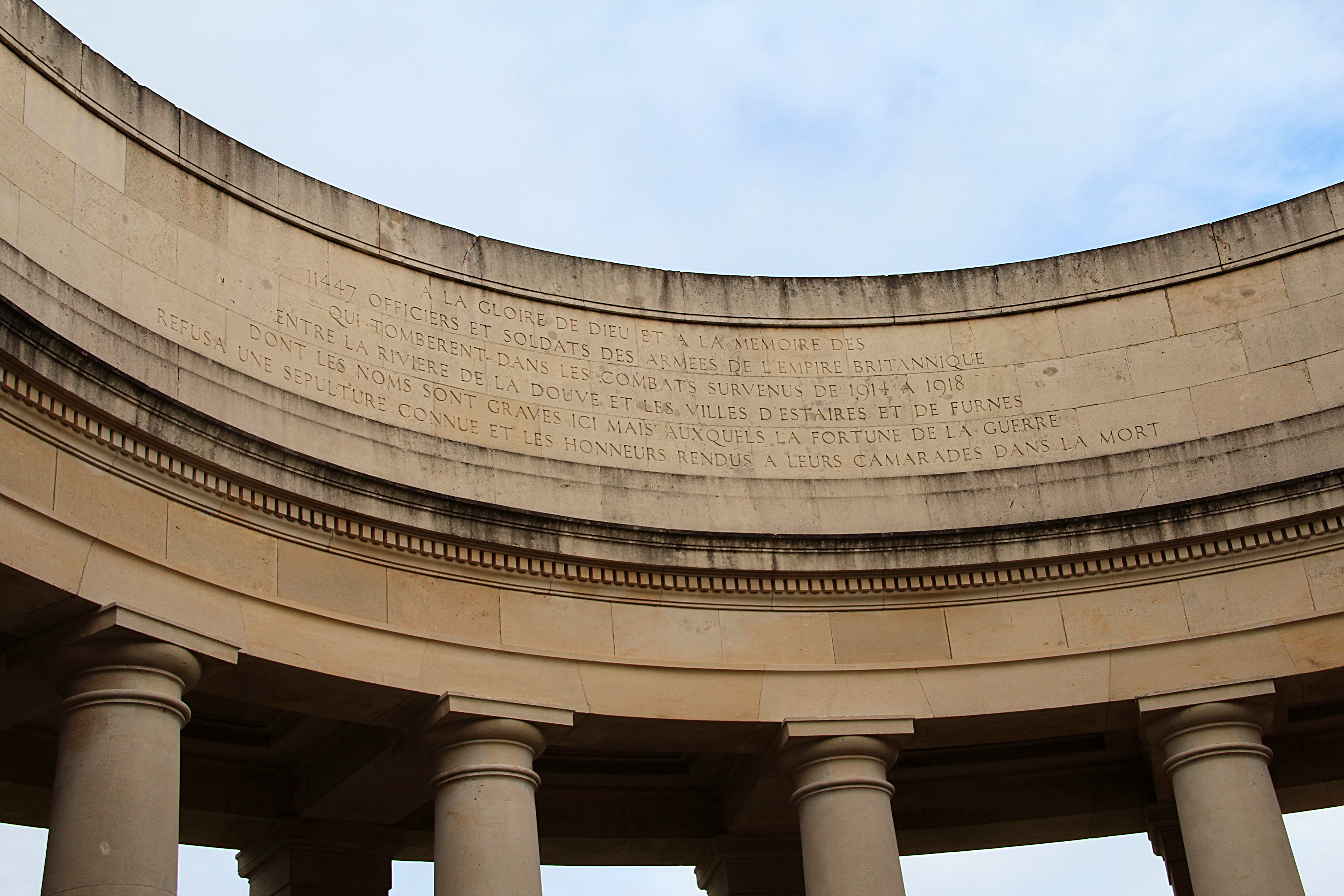
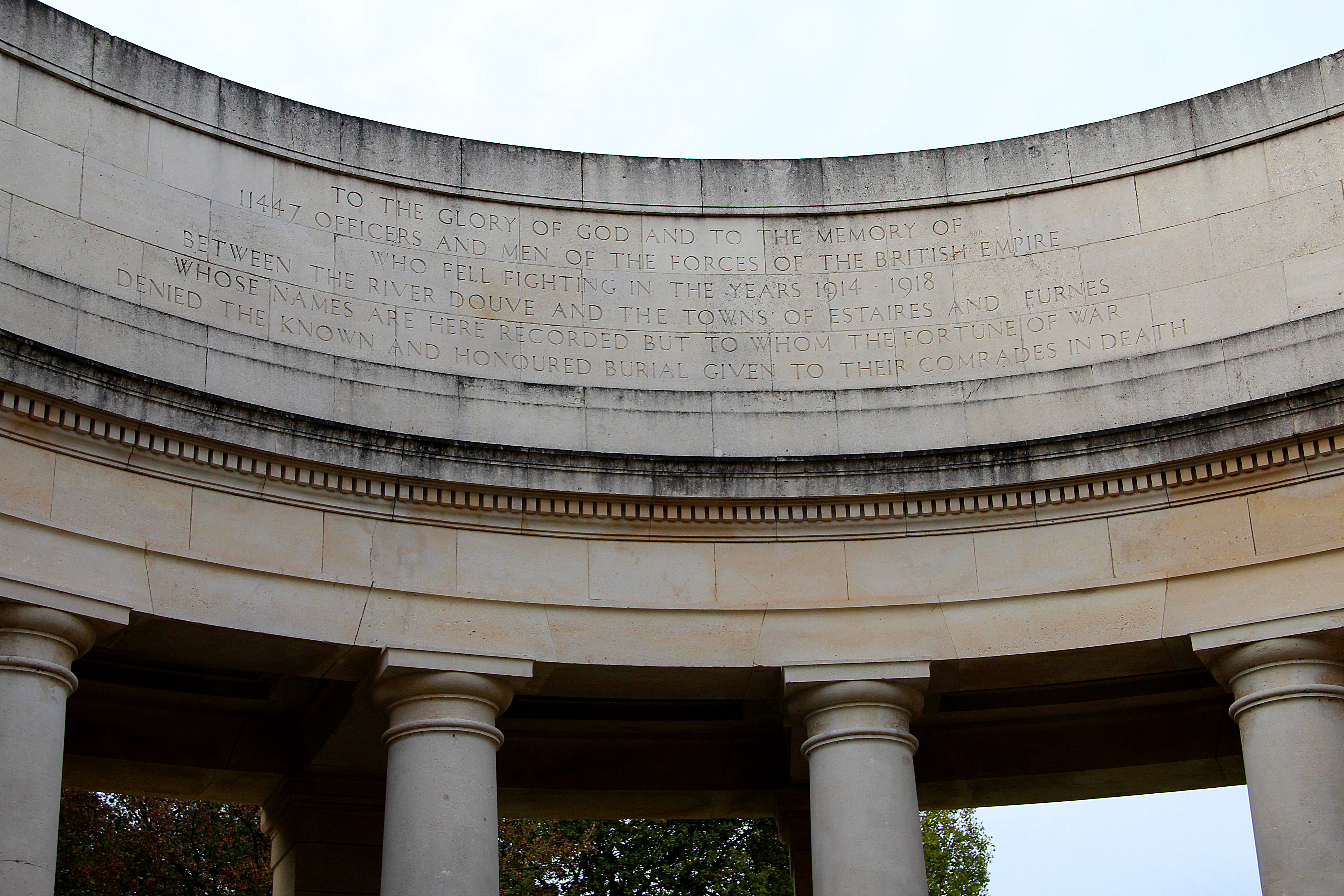
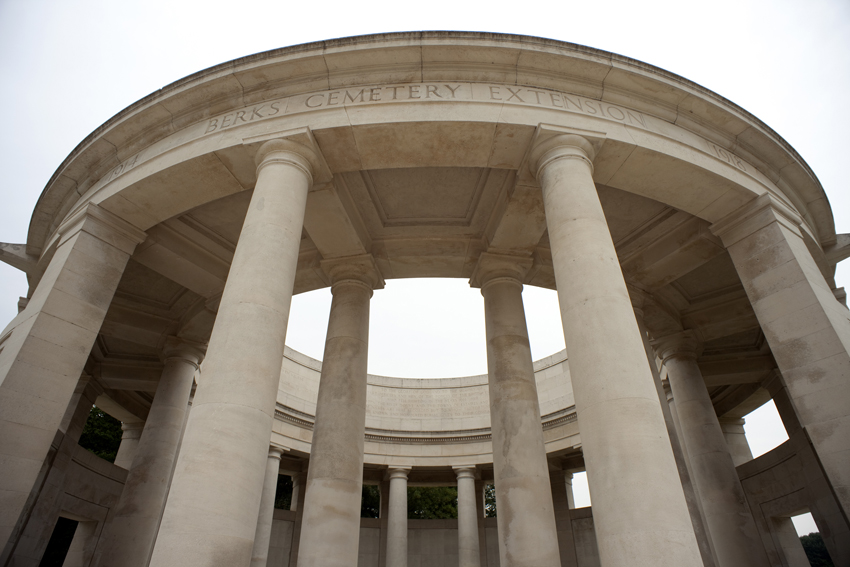
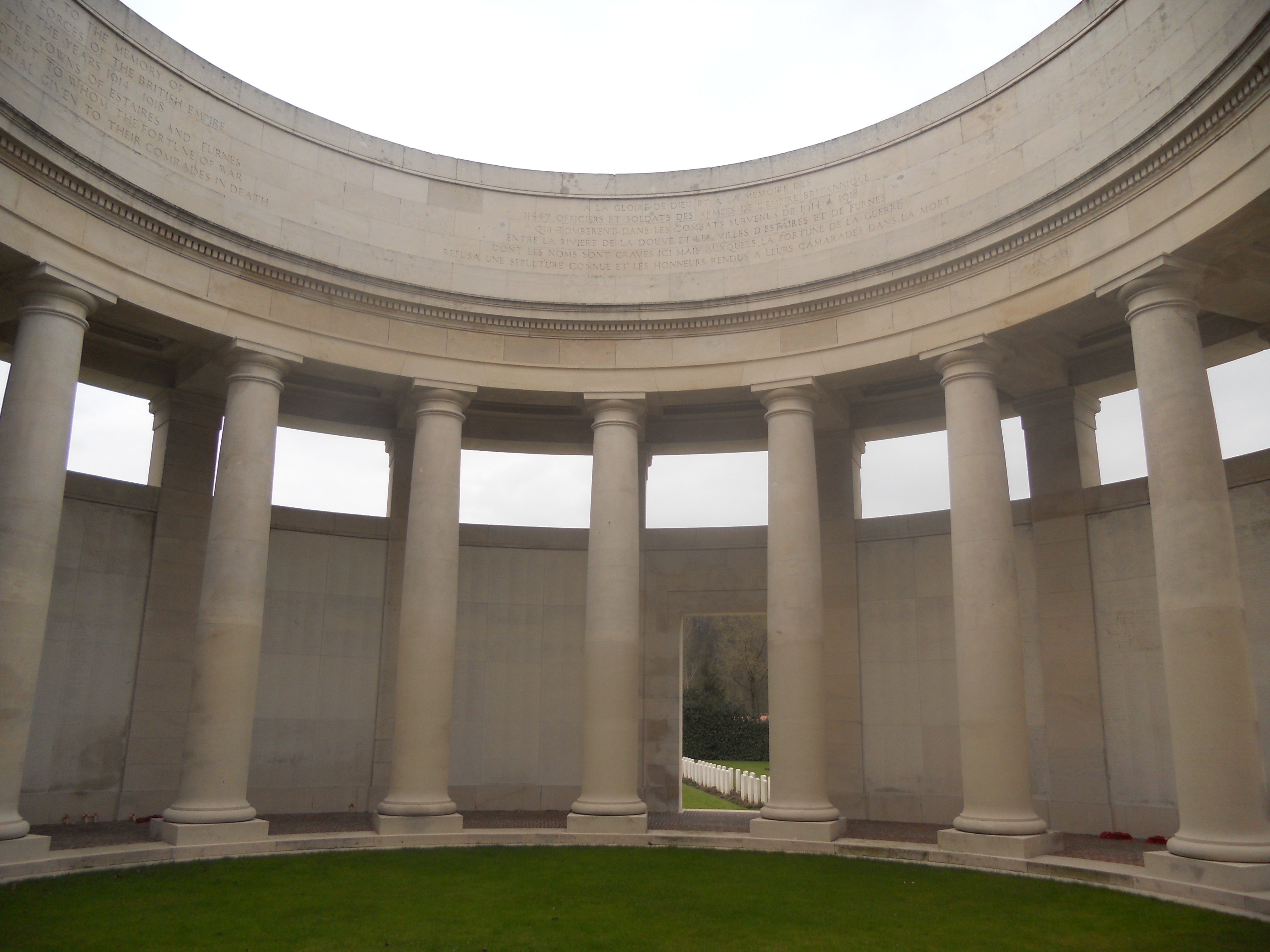
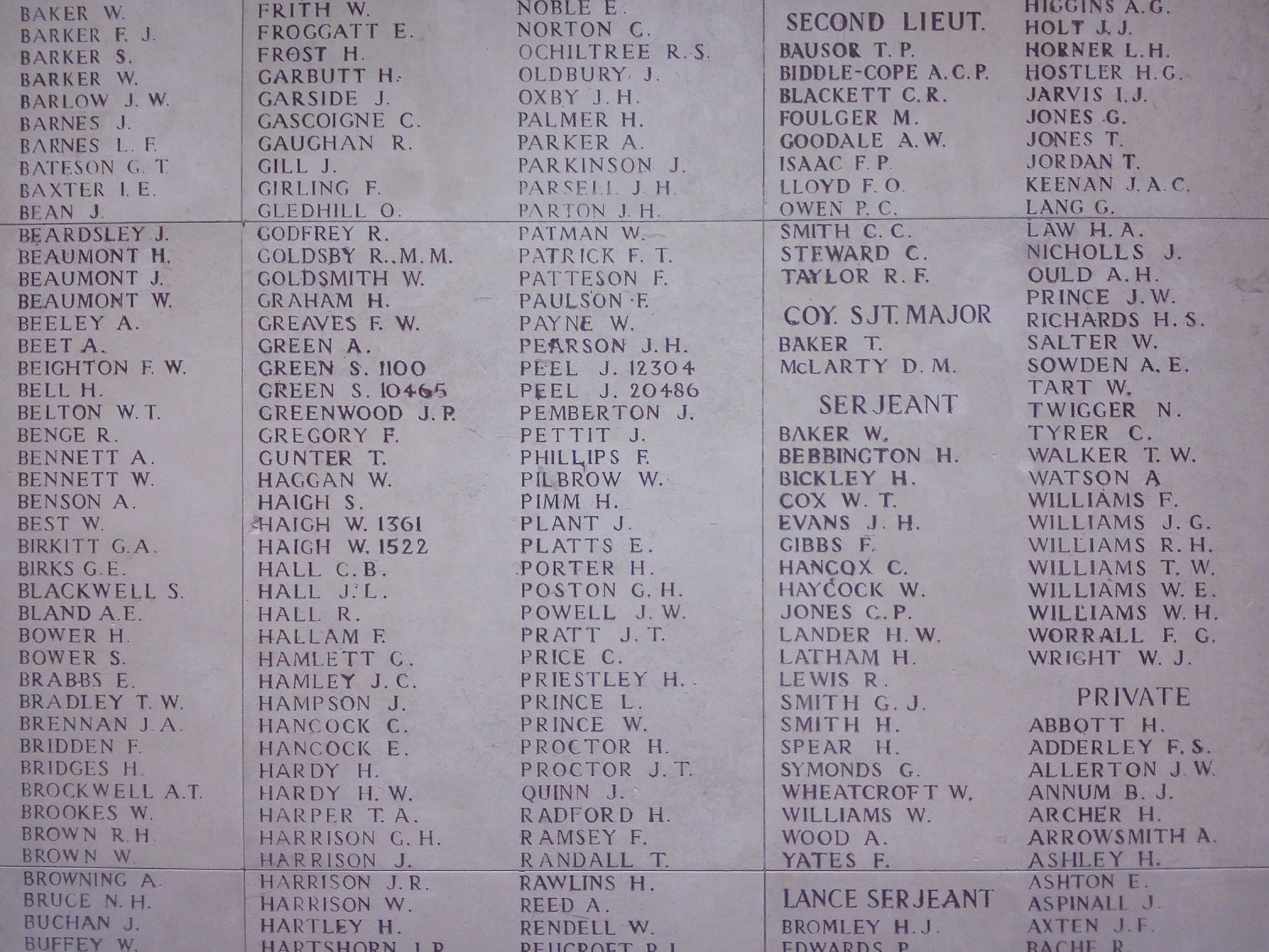
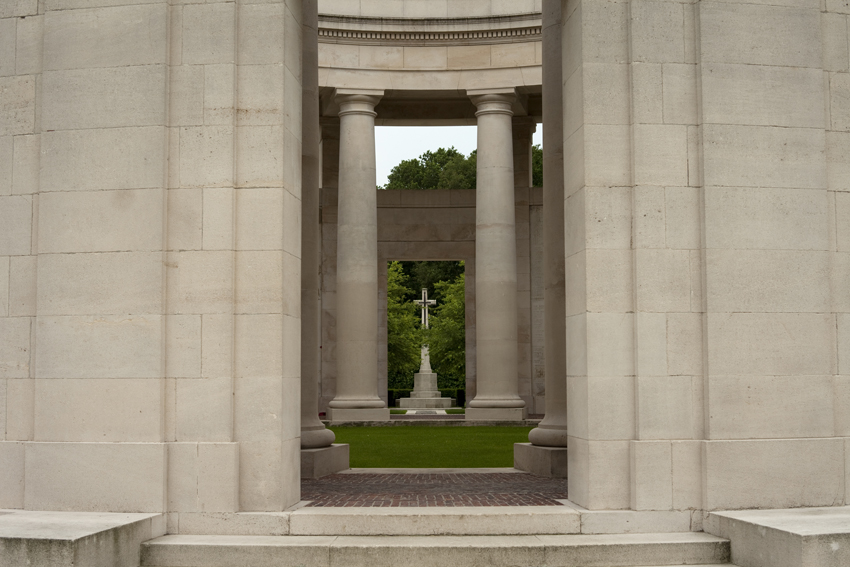
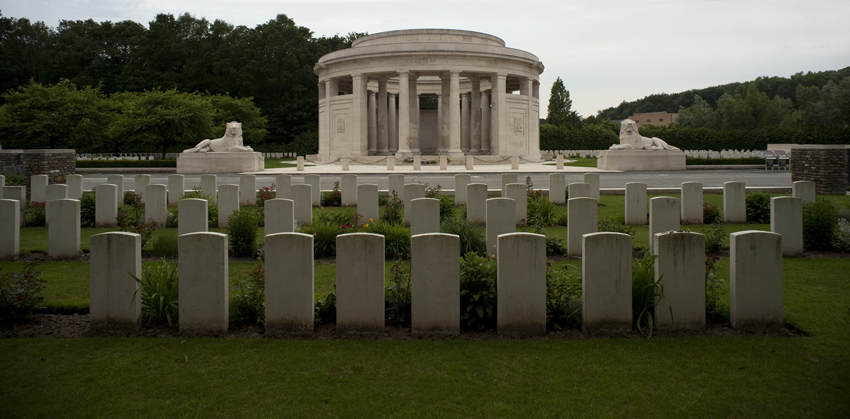
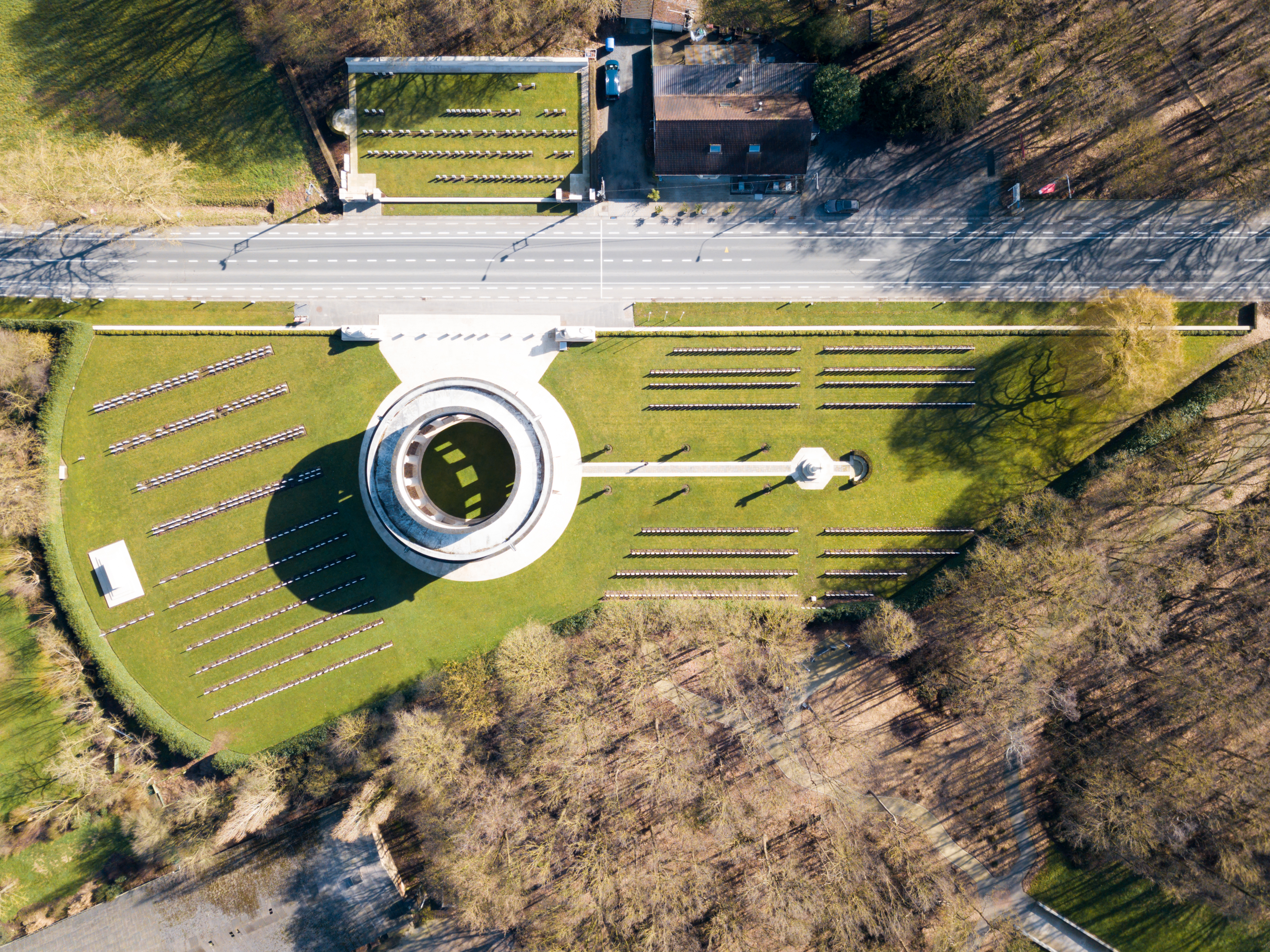
Ploegsteert Memorial
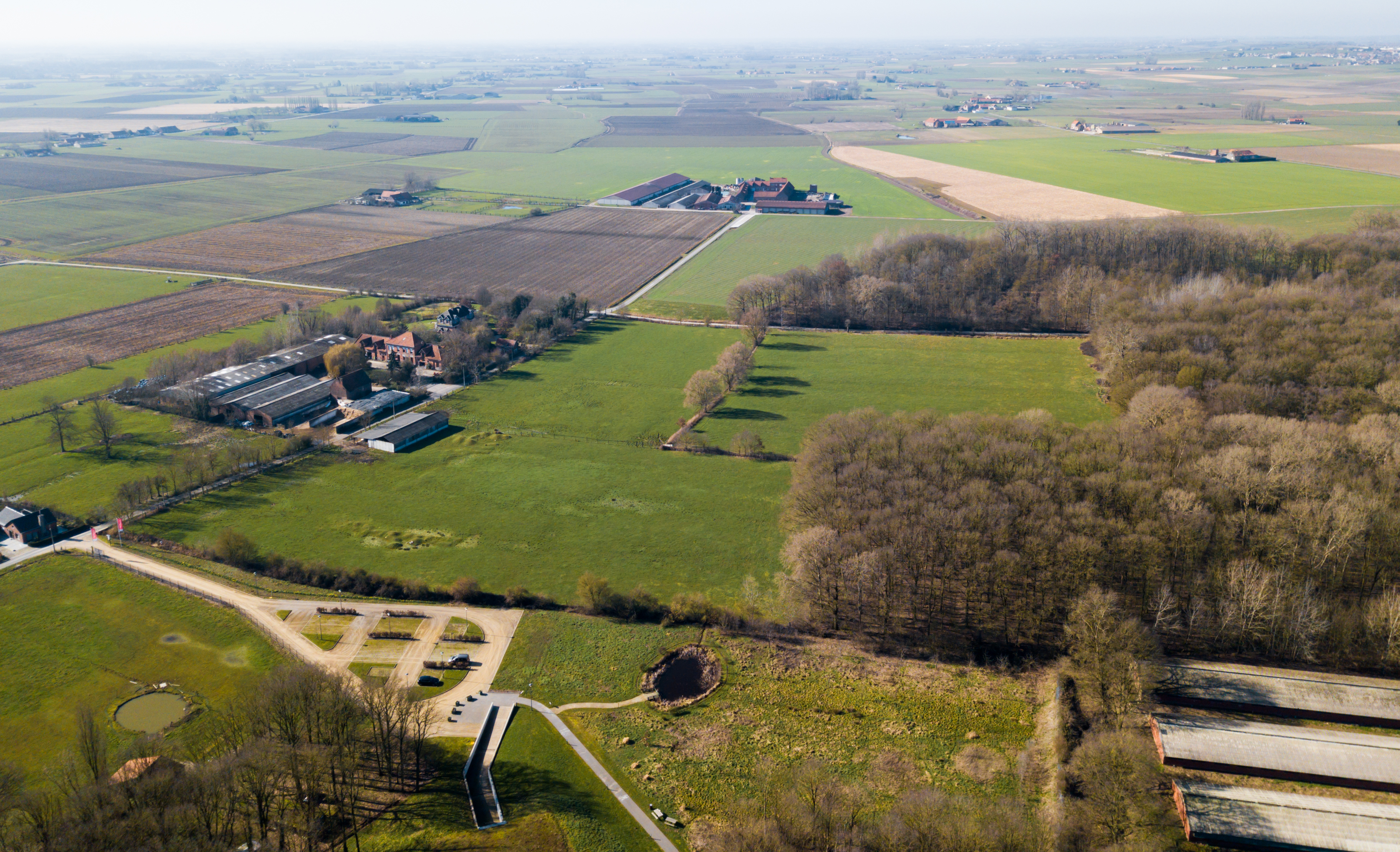
Ploegsteert 14 - 18 Experience
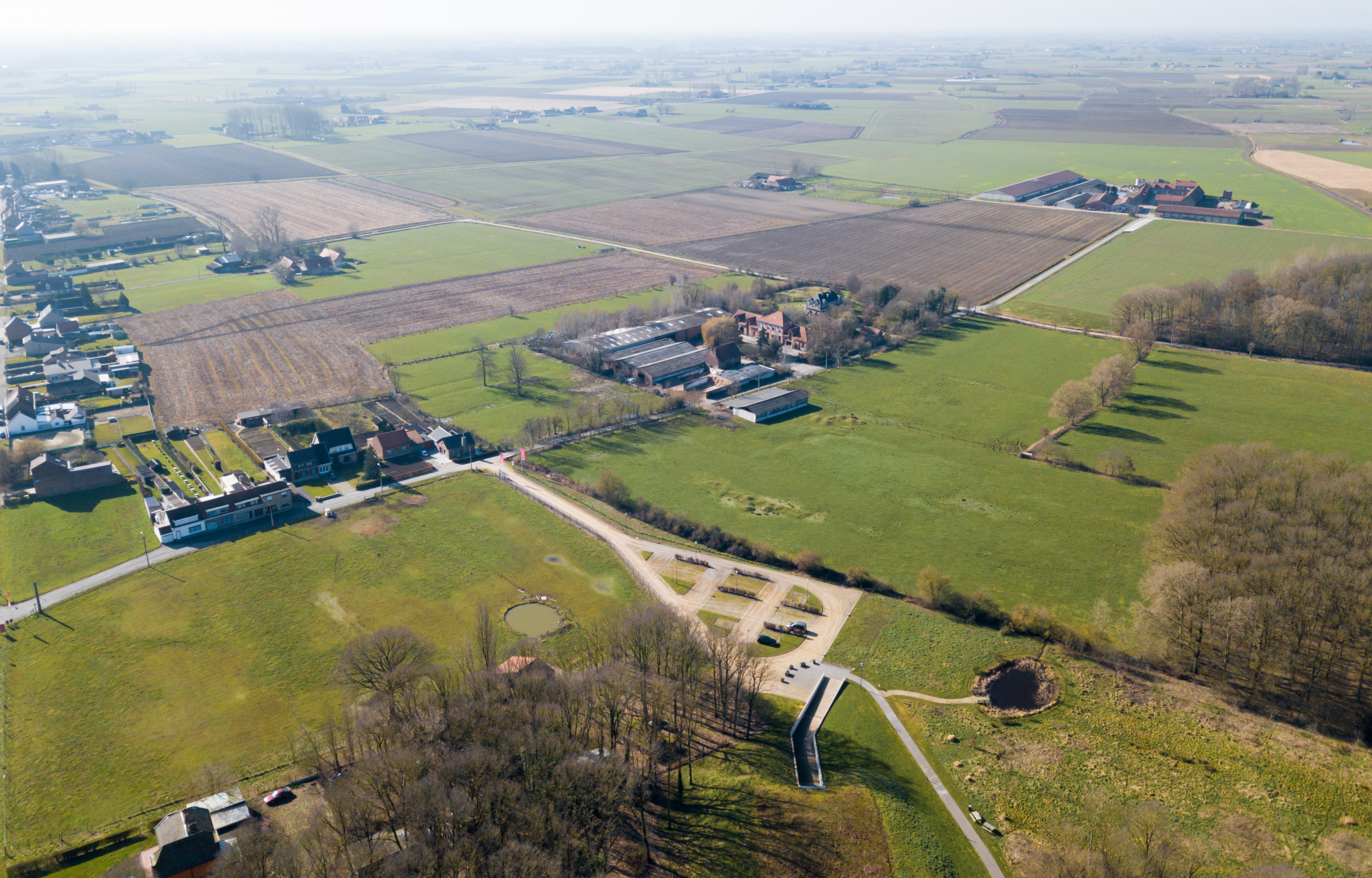
Ploegsteert 14 - 18 Experience
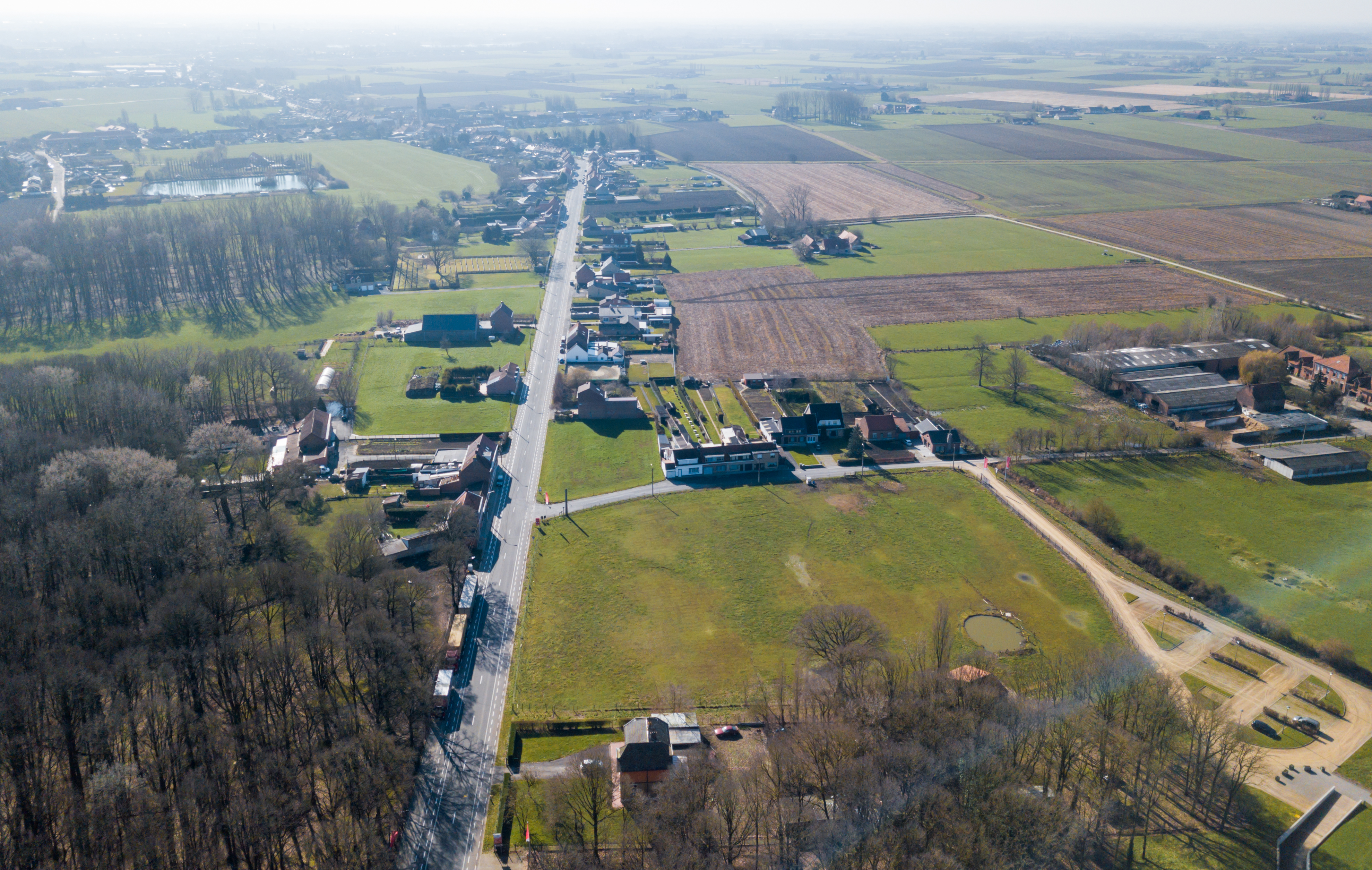
Ploegsteert In Feb. 2019
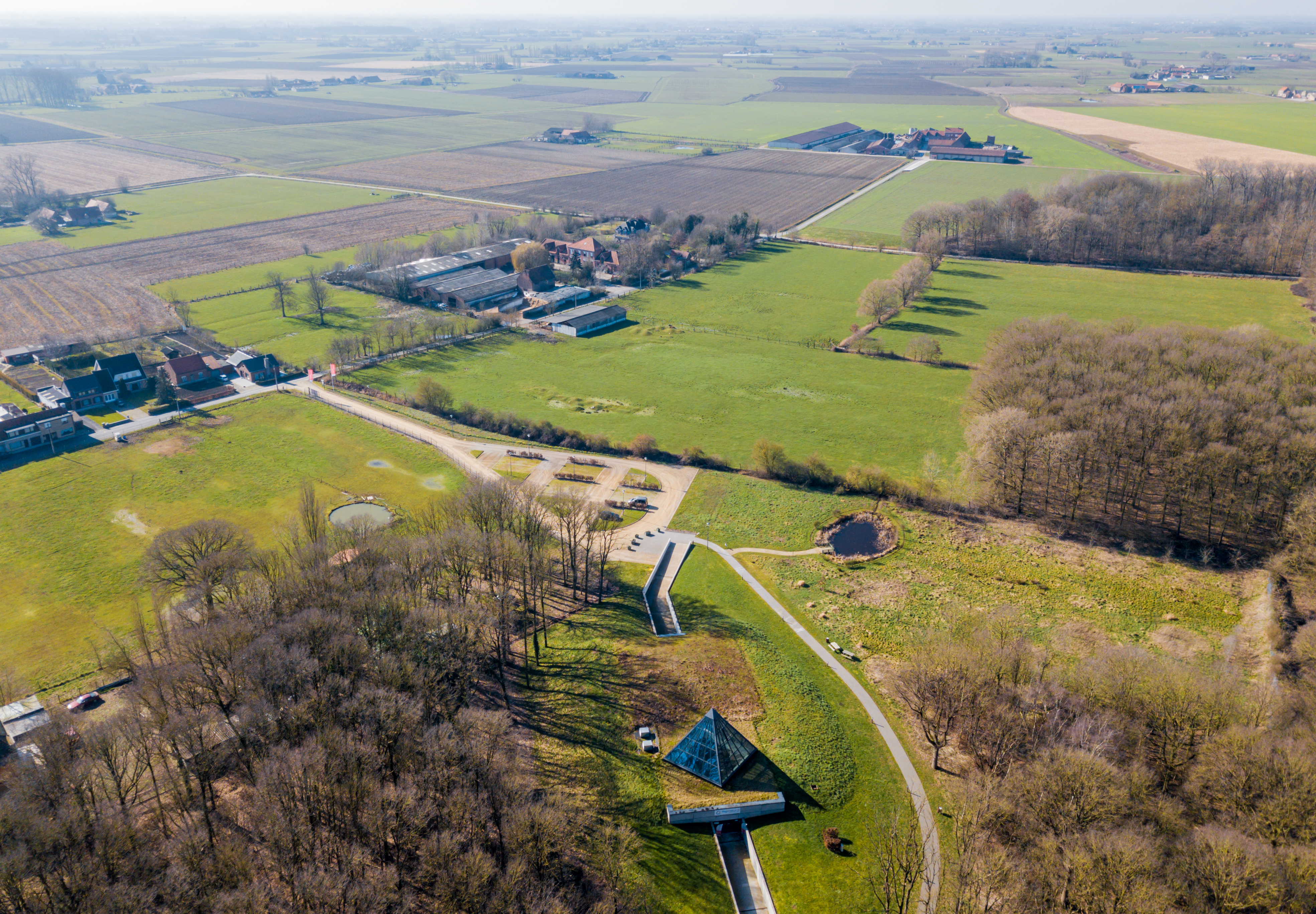
Ploegsteert 14 - 18 Experience
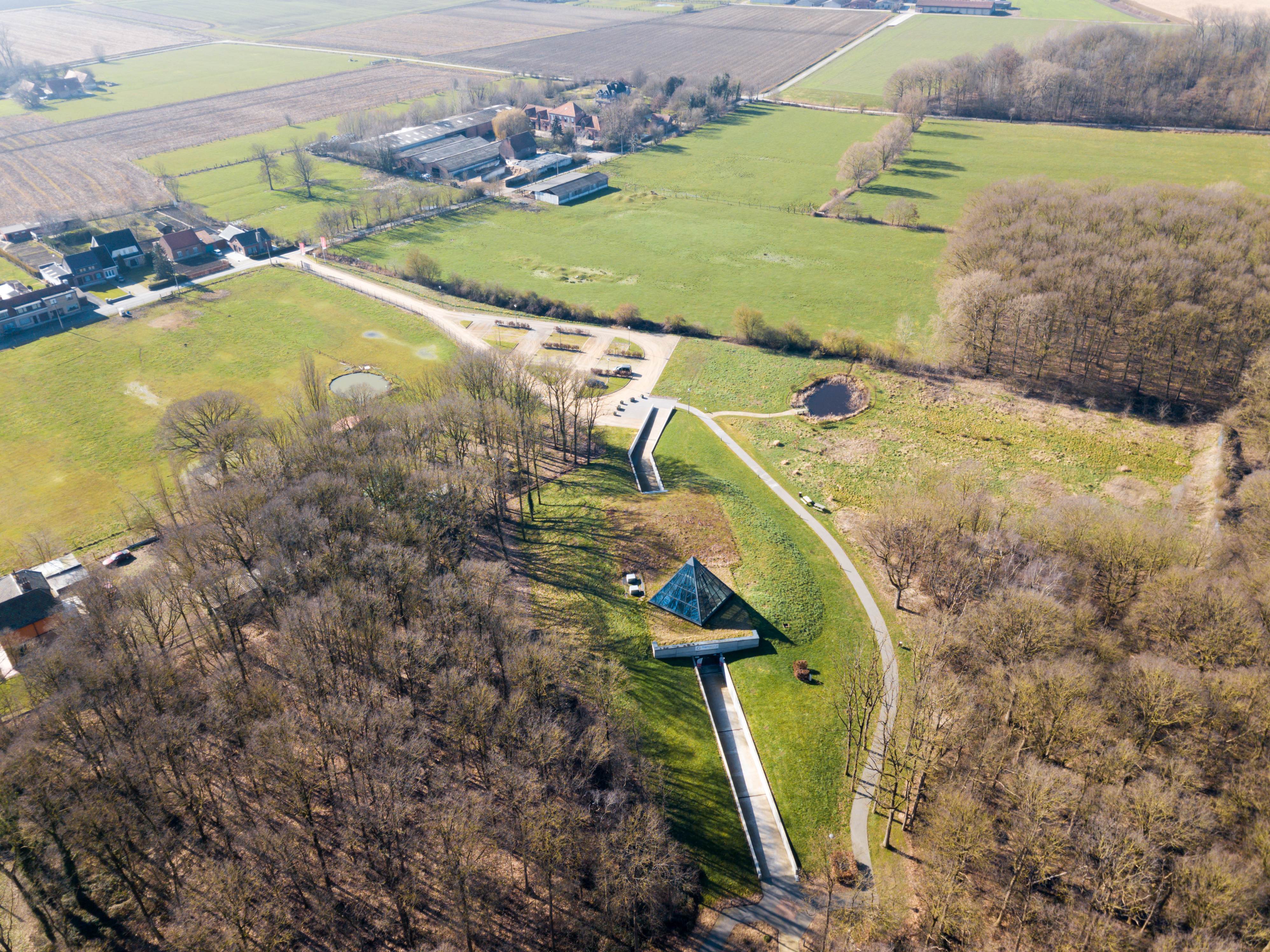
Ploegsteert 14 - 18 Experience
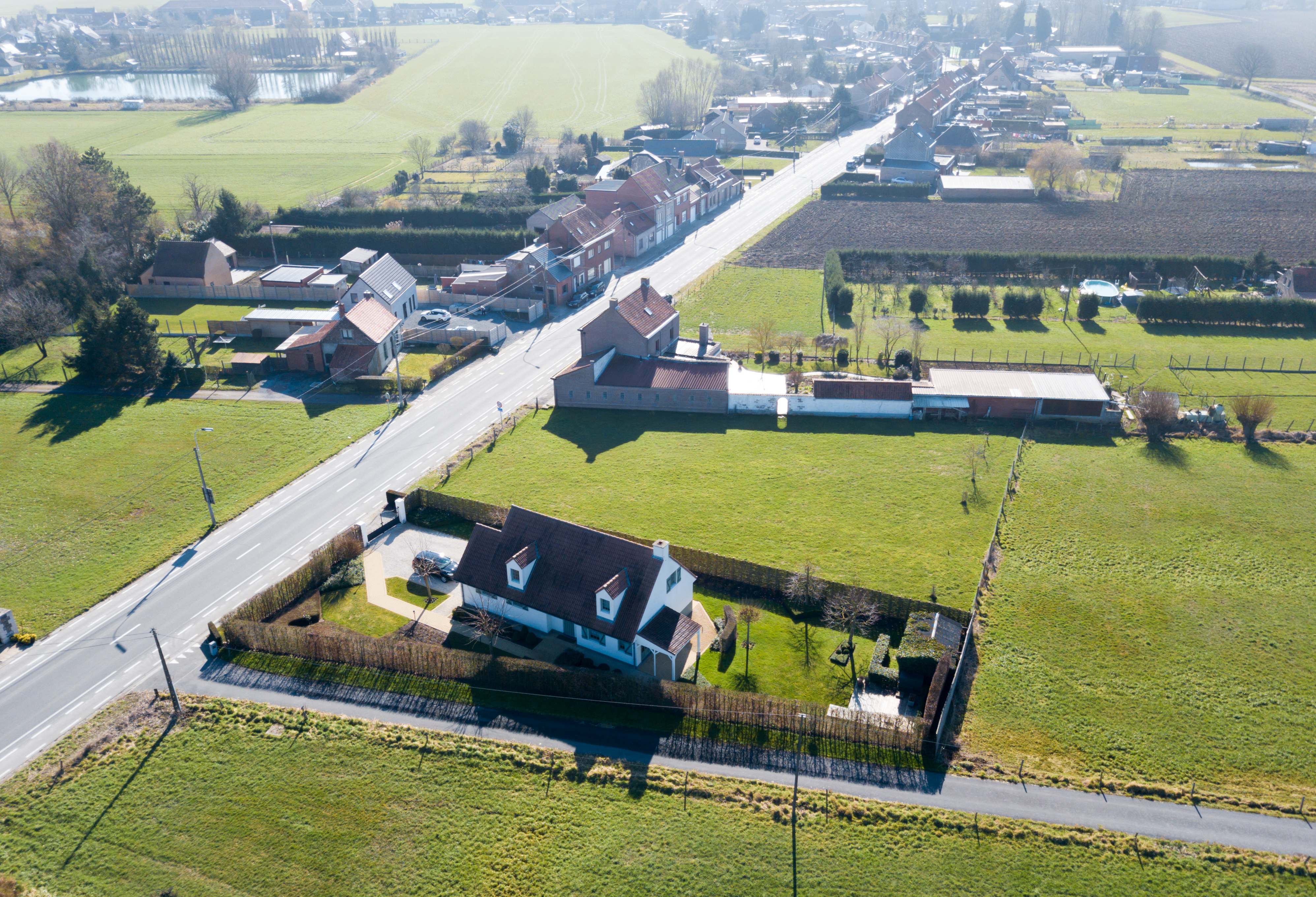
Ploegsteert